# Avtocesta A8, Hrvaška
Avtocesta A8 je del Istrskega ipsilona. Poteka od razcepa Kanfanar, kjer se križa z Avtocesto A9 do razcepa Matulji, kjer se križa z Avtocesto A7. Odsek od Vranje do Matuljev je še dvopasoven, vključno z Predorom Učka.

## Gradnja
Avtocesto so začeli graditi leta 1981, in sicer dvopasovni odsek Lupoglav-Matulji. Do leta 1999 so zgradili celotno dvopasovnico do Kanfanarja. Štiripasovnico od Kanfanarja do Cerovelj so zgradili do leta 2020, odsek Cerovlje-Lupoglav so z dodatnima pasovoma razširili leta 2021, gradnja zadnjega odseka Lupoglav-Vranja še vedno poteka.